# Branko Ivanković (skladatelj)
Branko Ivanković (Zagreb, 31. listopada 1968.) hrvatski je skladatelj, dirigent, glazbenik, aranžer i glazbeni producent. Mlađi je brat blizanac etnologa i folklorista Ivice Ivankovića.

## Životopis
Po završetku osnovne škole te osnovnog i srednjeg školovanja u Glazbenoj školi Vatroslava Lisinskog u Zagrebu, Branko Ivanković je na zagrebačkoj Muzičkoj akademiji upisao studij kompozicije. Osnove skladateljskoga umijeća učio je kod prof. Stanka Horvata, a zatim je studirao u razredima prof. Marka Ruždjaka i prof. Frane Paraća.
Dirigiranje je učio privatno kod Ina Perišića u Zagrebu te potom kao stipendist Fonda Lovro i Lilly Matačić na Visokoj školi za glazbu i scenske umjetnosti u Beču (njem. Hochschule für Musik und darstellende Kunst Wien, današnji Universität für Musik und darstellende Kunst Wien) u razredima prof. Uroša Lajovica i prof. Günthera Theuringa. Godine 2010. na zagrebačkoj je Muzičkoj akademiji u razredu prof. Frane Paraća završio preddiplomski studij kompozicije.
Godine 1994. je zajedno s kolegom Antunom Tomislavom Šabanom i violinistom Božidarom Ljubinom bio inicijator obnove rada Zagrebačkog komornog orkestra (pri Hrvatskom društvu skladatelja), s kojim je održao nekoliko zapaženih koncerata. ↓1
Kao skladatelj, aranžer i dirigent surađivao je i surađuje s mnogim folklornim ansamblima, amaterskim i profesionalnim pjevačkim zborovima te instrumentalnim ansamblima u zemlji i u inozemstvu: primjerice Ansamblom narodnih plesova i pjesama Hrvatske LADO, Studentskim kulturno-umjetničkim društvom »Ivan Goran Kovačić«, Zagrebačkim folklornim ansamblom dr. Ivana Ivančana, Kulturno-umjetničkim društvima »Jedinstvo« i »Brodosplit« iz Splita, Folklornim ansamblom »Matija Gubec«, Folklornom družinom »Vuga« i Tamburaškim sastavom »Grofovi« iz Karlovca, Tamburaškim orkestrom »Campanera« iz Đakova, Folklornim ansamblom »Štokavci« iz Čajte u južnoaustrijskome Gradišću, Ženskim pjevačkim zborom »Jele« i Tamburaškim orkestrom »Kardinal Stepinac« iz Vancouvera, Zborom bečke glazbene mladeži (njem. Wiener Jeunesse Chor), Mješovitim zborom Hrvatske radiotelevizije, Simfonijskim puhačkim orkestrom Hrvatske vojske, itd.
U razdoblju od 2002. do 2005. godine bio je angažiran kao dirigent Mješovitoga pjevačkog zbora na Glazbenoj školi Vatroslava Lisinskog u Zagrebu, gdje je povremeno poučavao i teorijske glazbene predmete.
Od veljače 2007. do studenoga 2010. godine bio je vanjski honorarni suradnik u Fono-odjelu Glazbene dokumentacije Hrvatskoga radija, gdje je osim digitalizacije fonograđe editirao glazbu te obrađivao podatake o autorima i izvođačima za programske potrebe redakcija zabavne i narodne glazbe. Od listopada 2012. do listopada 2016. za potrebe Prvoga programa Hrvatskoga radija autorski je uređivao emisije u ciklusu Amaterska glazba i stvaralaštvo. Povremeno je bio angažiran i kao glazbeni producent za studijska i koncertna snimanja za potrebe radijskoga i televizijskoga programa te produkciju trajnih snimaka za fonoteku Hrvatskoga radija (primjerice Akademski harmonikaški orkestar »Ivan Goran Kovačić« iz Zagreba, Tamburaški orkestar KUD-a »Dragutin Domjanić« iz Adamovca, Vokalna skupina »Arete« iz Konjščine, Puhački orkestar »Rozga« i dr.).
Kao svestrani glazbenik – pijanist, klavijaturist, harmonikaš, bas-gitarist i tamburaš te poznavatelj i svirač mnogih tradicijskih narodnih glazbala poput duda, gajda, dipli, tambura samica, šargije, lijerice, okarina, žveglica, diplica, šurli i sopila – djeluje u raznim glazbenim žanrovima, posebice tzv. ozbiljnoj te zabavnoj i folklornoj glazbi. Član je Hrvatskoga društva glazbenih teoretičara, Hrvatske glazbene unije i Matice hrvatske, piše knjige o glazbi te prevodi stručnu literaturu.

## Djela (izbor)

### Skladbe
- Preludij za glasovir (1988.)
- Nokturno za glasovir (1988.)
- Pet minijatura za glasovir (1988.)
- Mala suita za glasovir (1989.)
- Scherzo za glasovir (1989.)
- Žabe za dječji zbor (1990., stihovi: Oton Župančič)
- Jesen za dječji ili ženski zbor i glasovir (1990., stihovi: Dobriša Cesarić)
- Tri meditacije za ženski zbor (1990., stihovi: Mak Dizdar)
- San u kamenu za ženski zbor i glasovir (1990., stihovi: Jure Kaštelan)
- Pet bagatela za violinu i violončelo (1991.)
- Introdukcija i Scherzo za gudački orkestar (1991.)
- Per varios casus... za gudački kvartet (1992.)
- Ricordanza za violinu i glasovir (1993.)
- V vodi sanje..., dvije pjesme za alt, flautu, fagot i glasovir (1993., stihovi: Nikola Pavić)
- Ave Maria za mješoviti zbor (1994.)
- Quodlibet za kvintet limenih puhača i orgulje ili glasovir (1994./1995., rev. 2010.)[22]
- Salve Regina za ženski zbor (1995.)
- Pater noster za mješoviti zbor (1997.)

### Glazbene obrade
- Žetva u Kupljenovu, žetveni običaj, pjesme i plesovi Kupljenova – koreografija: Ivica Ivanković (1987.)
- Igrajte nam japa, pjesme i plesovi Međimurja – koreografija: Ivica Ivanković (1987./1988.)
- Idem kolu, makar ne igrala, pjesme i plesovi Brodskog posavlja – koreografija: Ivica Ivanković (1988.)
- Kresnice, ivandanjski običaj, pjesme i plesovi jaskanskoga Prigorja – koreografija: Ivica Ivanković (1988.)
- Alaj volim u kolu igrati, pjesme i plesovi Slavonije – koreografija: Ivica Ivanković (1988.)
- Oro se vie, pjesme i plesovi Povardarja – koreografija: Ivica Ivanković (1989.)
- Vlaške igre – koreografija: Desanka Đorđević (1989.)
- Šanti Juraj vu zelenju, jurjevski običaj iz Hrvatskog zagorja – koreografija: Ivica Ivanković (1989.)
- Dobar večer stara mila majko, pjesme i plesovi hrvatske Posavine – koreografija: Ivica Ivanković (1990.)
- Ženji mlada doklen ti je ’lada, žetveni običaj jaskanskoga Prigorja – koreografija: Ivica Ivanković (1991.)
- Mi smo djeca vesela, dječje igre i pjesme iz Slavonije – koreografija: Silvija Jurković (1992.)
- Otočke kraljice – koreografija: Ivica Ivanković (1993., rev. 2002.)
- Korčulanski bali, plesovi otoka Korčule – koreografija: Ivica Ivanković (1993., rev. 2010.)
- Podvelebitskim kanalom – koreografija: Andrija Ivančan (1993.)
- Žena ide na gosti, pjesme i plesovi Podravine – koreografija: Ivica Ivanković (1994.)
- Bog poživi kuće gospodara, pjesme i plesovi Draganića – koreografija: Ivica Ivanković (1995.)
- Ljubljeni svatovi, svadbeni običaj iz južnoga Gradišća – koreografija: Josef Jugovits (1996.)
- Kad zapjevam ja ovak’ malena, pjesme i plesovi karlovačkoga Pokuplja – koreografija: Ivica Ivanković (1998.)
- Žetva, žetveni običaj južnoga Gradišća – koreografija: Josef Jugovits (1998.)
- Vazmeni tanci, uskrsni običaj južnoga Gradišća  – koreografija: Josef Jugovits (2000.)
- Četarski fašnjaki, pokladni običaj južnoga Gradišća – koreografija Ivica Ivanković (2002.)
- Tiček nam popieva, pjesme i plesovi Hrvatskog zagorja – koreografija: Ivica Ivanković (2003.)
- Orkestracija skladbe Svrši stopi moje Krste Odaka za mješoviti zbor i simfonijski puhački orkestar (2003.)
- Sad idemo dole v Posavinu, pjesme i plesovi hrvatske Posavine – koreografija: Ivica Ivanković (2004.)
- Lepa moja gora zelena, pjesme i plesovi sesvetskog Prigorja – koreografija: Ivica Ivanković (2005.)
- Kordunaške uspomene, pjesme i plesovi Korduna – koreografija: Ivica Ivanković (2006.)
- Pjesme i plesovi Zagrebačkog polja – koreografija: Ivica Ivanković (2007.)
- Goranski bal, pjesme i plesovi Gorskoga kotara – koreografija: Ivica Ivanković (2007.)
- Žumberačke rušnarice – koreografija: Ivica Ivanković (2008.)
- Tajnovitom Bilogorom, pjesme i plesovi Bilogore – koreografija: Ivica Ivanković (2010., rev. 2014.)
- Lep’ mi je vrtek ograjen, pjesme i plesovi Hrvatskog zagorja – koreografija: Ivica Ivanković (2010.)
- Ajde kolo, nemoj stati, slavonska kola i kolede – koreografija: Ivica Ivanković (2011.)
- Negda na Demerju, pjesme i plesovi Demerja – koreografija: Ivica Ivanković (2011.)
- Ajde Šokci da se veselimo, pjesme i plesovi Baranje – koreografija: Ivica Ivanković (2012.)
- Pokraj Kupe, vode ’ladne, pjesme i plesovi Pokuplja – koreografija: Ivica Ivanković (2013.)

### Stručne korekture, prijevodi, transkripcije i notografija
1. Petrović, Tihomir: Nauk o glazbi, Zagreb: HDGT, 2005. ISMN M-9005242-2-5[23]
2. Eggebrecht, Hans Heinrich: Bachovo „Umijeće fuge“. Pojava i tumačenje, Zagreb: HDGT, 2005. ISMN M-90055242-1-8[24][25]
3. Petrović, Tihomir: Nauk o kontrapunktu, Zagreb: HDGT, 2006. ISBN 953-98095-1-7[26]
4. Kunze, Stefan: Wolfgang Amadeus Mozart: Simfonija u g-molu, KV 550, Zagreb: HDGT, 2006. ISBN 953-98095-3-3[21]
5. Prautzsch, Ludwig: Ovime stupam pred Prijestolje tvoje. Figure i simboli u posljednjim djelima Johanna Sebastiana Bacha, Zagreb: HDGT, 2007. ISBN 978-953-98095-6-8
6. Jakolić, Božica & Horvat, Jasna (ur.): Donjosutlanski govor i običaji. Zbornik kajkavske ikavice, Zagreb: Školska knjiga, 2007. ISBN 978-953-95782-0-4
7. Ivanković, Ivica: Kupljenski spomenar – 1. diel – Tanci i popievke, Kupljenovo: KUD »Kupljenovo« / Zagreb: FoMa, 2012. ISBN 978-953-6878-21-5
8. Balaskovics, Melanie & Subosits, Ronald: Iz štokavskoga vrtljaca... gradišćanskohrvatske narodne jačke iz štokavske krajine okolo Čajte, Schachendorf: VA »Štokavke« / Oberschützen: Burgenländisches Volksliedwerk, 2013. ISBN 978-3-200-03356-6[27]

## Diskografija (izbor)
- Audio kazeta Zorja je, zorja..., Folklorni ansambl SKUD-a »Ivan Goran Kovačić«, Zagreb, 1989.[9]
- CD Festival Međugorje: Klasična duhovna glazba, Ganga music, 1995.[28][29]
- CD Gradišće okolo Pinke – Folklorni ansambl »Štokavci«, Čajta/Austrija, 1997.[30]
- CD Je li se još kad spomeneš? – Folklorni ansambl »Štokavci«, Čajta/Austrija, 1999.[31]
- CD Danas spivaj ’se stvorenje – Folklorni ansambl »Štokavci«, Čajta/Austrija, 2001.[32]
- CD/DVD Polag Pinke – Folklorni ansambl »Štokavci«, Čajta/Austrija, 2003.[33]
- CD Svjetlo božićne noći – FD »Vuga«, Croatia Records, 2008.[34]
- CD Božićni koncert – Ansambl LADO, Aquarius Records, 2010.[35]
- CD Hrvatsko biserje – FD »Vuga«, Croatia Records, 2012.[36]
- CD Iz kajkavskih krajeva, vol. 3 i 4 – Ansambl LADO, Aquarius Records, 2012.[37]
- CD Hrvatsko biserje 2 – FD »Vuga«, Croatia Records, 2014.[38]

## Nagrade i priznanja
- 1994. – Rektorova nagrada Sveučilišta u Zagrebu za skladbe Ricordanza i V vodi sanje...
- 1994. – 1. nagrada stručnoga žirija na Međunarodnom glazbenom festivalu u Međugorju za skladbu Ave Maria[39]
- 1999. – zahvalnica Ansambla LADO za doprinos u njegovanju hrvatske narodne baštine povodom 50. obljetnice Ansambla
- 2000. – priznanje na Europskom međunarodnom skladateljskom natjecanju IBLA Grand Prize u Italiji[40]
- 2015. – nominacija za hrvatsku glazbenu nagradu Porin u kategoriji za najbolji album folklorne i etno glazbe za album Hrvatsko biserje 2[41]